# 더 블랙 스콜피온
《더 블랙 스콜피온》(영어: The Black Scorpion)은 멕시코와 미국에서 제작된 에드워드 러드위그 감독의 1957년 흑백 거대 거미 공포 영화이다. 리처드 데닝 등이 출연하였고, 잭 디츠 등이 제작에 참여하였다.

## 줄거리
멕시코에서 새 화산이 생성되면서 지진이 일어나고 그 여파로 선사 시대 거대 전갈이 지상 위로 올라오자 지질학자 행크가 현지 조사를 시작한다.

## 출연
- 리처드 데닝 - 행크 스콧 역
- 마라 코데이 - 테레사 알바레스 역
- 칼로스 리바스
- 마리오 나바로
- 카를로스 무스키스
- 파스쿠알 가르시아 페냐
- 페드로 갈반
- 아르투로 마르티네스
- 파니 실레르